# Campylopus sinensis
Campylopus sinensis är en bladmossart som beskrevs av G. Frahm 1997. Campylopus sinensis ingår i släktet nervmossor, och familjen Dicranaceae. Inga underarter finns listade i Catalogue of Life.